# زردبید
زردبید، بیدِزرد یا بید ایرانی (نام علمی: Salix acmophylla) گونه‌ای از بید است که در ایران، افغانستان، پاکستان، ترکمنستان، عراق، سوریه، اسرائیل، صحرای سینا، شمال هندوستان و جنوب‌شرق ترکیه می‌روید.
بید سفید در ایران در استان‌های گیلان، مرکزی، کردستان، کرمانشاه، اصفهان، فارس، لرستان، کهکیلویه و بویراحمد، بوشهر، کرمان، سیستان و بلوچستان، خراسان، تهران و یزد می‌روید.

## ویژگی‌ها
درختی کوتاه یا متوسط با شاخه‌چه‌های معمولاً قرمزرنگ است که شاخه‌چه‌های اغلب تقریباً واژگون‌اند. برگ‌های جوان آن سبز کم‌رنگ و برگ‌های مسن‌تر با سطح بالایی سبز تیره و سطح زیرین پوشیده از گرد سفید، با لبه دندانک‌دار نوک‌تیز کوچک یا تقریباً کامل هستند و نوک برگ‌های به تدریج منتهی به نوک دراز باریکی می‌شود. برگ‌ها طول ۶۰-۱۶۰ و عرض ۷-۲۰ میلی‌متر دارند. گل‌آذین دم‌گربه‌ای نسبتاً متراکم و کوتاهی دارد.